# NGC 2934
NGC 2934 est une galaxie lenticulaire compacte, relativement éloignée et située dans la constellation du Lion. NGC 2934 a été découverte par l'astronome allemand Albert Marth en 1865.

## Caractéristiques
Sa vitesse par rapport au fond diffus cosmologique est de 8 414 ± 22 km/s, ce qui correspond à une distance de Hubble de 124,1 ± 8,7 Mpc (∼405 millions d'al).